# Bezirk Tierras Altas
Tierras Altas ist ein Bezirk (distrito) der Provinz Chiriquí in Panama. Die Einwohnerzahl betrug laut Volkszählung 2023 23.525.
Das Verwaltungsgebiet wurde vom Bezirk Bugaba abgetrennt. Die Vorschriften, die den Bezirk geografisch abgrenzten, wurden durch Gesetz 55 vom 13. September 2013 festgelegt. Aus organisatorischen Gründen wurde jedoch das Datum des Inkrafttretens auf den 2. Mai 2019 festgelegt, aber durch Gesetz 22 vom 9. Mai 2017 auf den 1. Juli 2017 vorverlegt.

## Gliederung
Der Bezirk Tierras Altas ist administrativ in folgende Corregimientos unterteilt:
- Volcán
- Cerro Punta
- Cuesta de Piedra
- Nueva California
- Paso Ancho